# Kenkeme
Kenkeme (rusky Кенкеме, jakutsky Кэнкэмэ) je řeka v Jakutské republice v Rusku. Je dlouhá 589 km. Povodí řeky má rozlohu 10 000 km².

## Průběh toku
Vzniká soutokem řek Nagaje-Yjbabyt a Jeljong-Eretě na severovýchodním okraji Prilenské planiny. Na dolním toku teče přes Středojakutskou nížinu.

### Přítoky
- zleva – Čakyja

## Vodní režim
Zdrojem vody jsou sněhové a dešťové srážky. V zimě promrzá až do dna.